# Dmytro Chavrak
Dmitri Chavrak (en ukrainien : Дмитрий Шаврак) est un joueur ukrainien de volley-ball né le 7 octobre 1991. Il mesure 1,98 m et joue attaquant.

## Clubs
| Club                 | De        | À   |
| -------------------- | --------- | --- |
| VK Lokomotiv Kharkiv | 2013-2014 | ... |

## Palmarès
Néant.